# 宏達國際電子
宏達國際電子（英語：HTC Corporation，全名），簡稱宏達電或，為源自中华民国的跨國消費性電子產品公司，成立於1997年，2006年以後hTC跟Dopod的自主手機品牌行銷全球，股價曾站上千元大關，2011年，在手機市場佔據了20%左右的份額，被視為與三星、iPhone同等級的競爭對手，總出貨量近5000萬支之譜，公司市值突破達到兆元以上，直到之後手機業務逐漸減少，並出售beats公司給予蘋果，期間推出過許多標誌性手機產品與直營店，以及與谷歌合作的安卓手機。其後以研發與製造智慧型手機與虛擬實境（VR）裝置為主要業務，為全球第二大VR頭戴顯示器製造商。2018年，宏達電以2.67億美金的品牌价值入選年度中华民国20大國際品牌，名列第14。

## 名稱

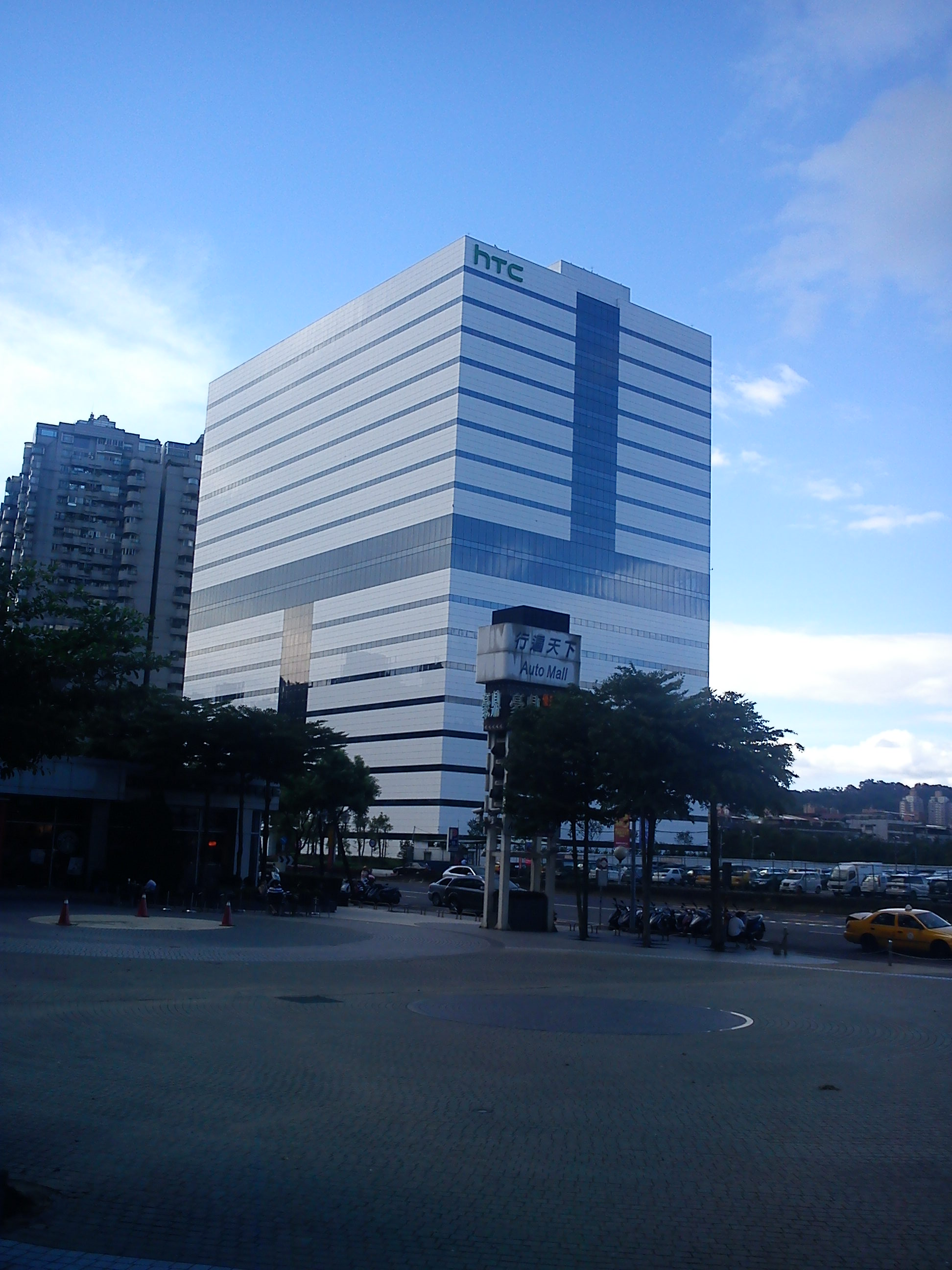
位於新北市新店區的台北辦公室。

- 2009年，宏達電品牌口號為「Quietly Brilliant」（謙遜之中見卓越）。
- 2013年，行銷長何永生為宏達電重新定義新一代的品牌概念「Bold、Authentic、Playful」。「Bold」（大膽）指「有新產品、新特色就要大聲講」，「Authentic」（真實）指「從來不抄襲，並注重研發」，「Playful」（好玩）指「所有產品皆要融合好玩與好用的特色」。

## 歷史
HTC初始以ODM及代工生产為主要業務，設計並製造多種設備，例如行動電話以及平板電腦。在經歷以Windows Mobile作其智慧型手機產品主要系統的最初階段後，HTC成為2007年創立的開放手機聯盟創始成員之一，轉而採用Android系統平台。HTC Dream，在數個國家由T-Mobile以「T-Mobile G1」之名行銷，是市面上首支以安卓系統運作的手機。HTC稍後便開始行銷HTC One系列等自有手機產品。2011年，HTC在Interbrand的“最佳全球品牌報告”中排名第98名。但在各大手機品牌的激烈競爭下，HTC在2013年起於全球智慧型手機市場的占有率不斷下降。自2011年以來，其股價已經下降超過95％，公司經歷了連續的淨虧損。2016年，HTC擴展其業務到虛擬實境硬件並發布HTC Vive。2017年9月21日，宣布將出售參與製造Pixel手機的部門及授權專利給Google。
- 1997年5月15日，卓火土率領被康柏公司資遣的工程師周永明等人，正式成立公司。最初為康柏公司進行代工。成立之初知名度不高，後來研發電子產品，才真正奠定了其在PDA市場的領先地位，並逐步成為全球最大的代工廠商之一。
- 1998年7月，公司股票於公開發行。1999年，獲得王雪紅的威盛電子投資，王雪紅取得經營權，任董事長。
- 2001年7月，公司更名「宏達國際電子股份有限公司」。
- 2002年3月，宏達電在臺灣證券交易所核准股票掛牌上市。
- 2005年2月，宏達電以股價232元首度超越聯發科技，登上股王寶座；2006年4月以1,020元的股價成為臺股16年來繼益通光能后第二支突破千元的股票。
- 2007年11月，宏達電加入由34家公司成立的開放手機聯盟，并推出全球首部搭载Android系統的智慧型手機。
- 2008年6月，宏達電英文名稱由「High Tech Computer Corporation」变更为「HTC Corporation」。
- 2010年，執行長周永明宣布公司由代工走向品牌。
- 2010年7月，宏達電於中國北京舉辦首場新機發佈會，正式进入中国大陆市场。
- 2012年6月，宣佈退出巴西市場，並關閉美國北卡羅萊納州一個研究中心。同年7月，宣布退出韓國市場。
- 2012年8月，宏達電股價跌至一年來新低240元，與2011年4月底高點1,300元相比，1年多來市值已蒸發超過8,800億元；同年11月跌至新低194元市值已蒸發超過9,000億元。同月，蘋果公司與宏達電雙方達成和解，雙方所有專利訴訟均撤銷並簽訂期間為十年之專利授權契約，消息一出，股價隨即止跌反彈。
- 2012年，市調公司Gartner調查指出，宏達電已跌出本年第四季全球手機銷售第十名，位居第十一名，市占率僅2.89%，落後對手三星電子的32.47%和蘋果公司的13.63%。如果以整體銷售量來看，排名甚至降到第12名，市占率更只有1.58%[16]。
- 2013年4月，宏达电发布该年第一季的財報，稅後淨利8500萬元新臺幣，創史上新低，而EPS則保住新臺幣0.1元，並未虧損。同年9月，公司股價跌至九年以來的新低，盤中曾跌到128元，當天以131元作收。同年10月，公司出現上市後首度虧損，9月營收182億元、營益率-7.4％、每股虧損3.58元，這是該公司自2002年來首次出現凈虧損，表示HTC透過手機重振品牌地位的努力，並沒有提升其銷售額[17]。
- 2017年8月，公布该月營收僅30億元，較7月的61.9億元呈現腰斬，單月營收為近13年新低，較去年同期衰退54.4%。2018年12月的營收僅13.5億元，相較起2017年同期的40.2億元大幅度衰退。而2018年全年的營收也僅有237億元新台币，與2017年的621億元與2016年的782億元相比呈現雪崩式衰退。
- 2019年5月，宏达电宣布关闭在中国大陆线上购物网站天猫和京东开设的官方销售专门店[18]。
- 2019年9月，宣布任命Yves Maitre擔任執行長，將帶領HTC持續擴展產品組合及實現VIVE Reality的遠景。
- 2020年1月，年度營收創公司有史以來新低，只達100億元新台币，年減57.82%。彭博專欄作家Tim Culpan指稱，蘋果光是銷售AirPods兩週收入，就能超過HTC一整年所有產品的總營收[19]。
- 2020年, 旗下內容品牌VIVE ORIGINALS在第77屆威尼斯影展創投（VENICE GAP - FINANCING MARKET SELECTION 2020）中，入選「VIRTUAL REALITY IMMERSIVE STORY PROJECTS」項目，在12部入選作品中是唯一亞洲全自製作品[20]。
- 2020年8月7日, 中華電信與 HTC 共同宣布簽署 2020 年度合作備忘錄，雙方將針對 5G 進行合作，同時整合旗下的中華電信 Hami 應用服務與 HTC 全球 VR 應用商店及內容訂閱服務平台 Viveport。[21]。
- 2020年9月3日，宣布執行長Yves Maitre辭職，由董事長王雪紅回鍋兼任執行長一職。

## 收購
- 2003年10月，宏達電收購「友笙資訊」。
- 2007年5月，宏達電以1450萬美元收購「多普達國際股份有限公司」。
- 2008年12月，宏達電透過旗下子公司收購「One & Co」。
- 2010年6月，宏達電以1100萬歐元收購「Abaxia」。
- 2010年11月，宏達電以250萬美元透過第三地轉投資網秦科技。
- 2011年2月，宏達電分别以3015萬英磅和4000萬美元收購「Saffron Digital」和認購「OnLive」增資特別股。
- 2011年3月，宏達電以1000萬美元透過中華電信投資KKBOX，取得11.1%股權。
- 2011年4月，宏達電以7,500萬美元取得「ADC」82項專利及14項專利申請案。
- 2011年7月，宏達電以3億美元透過威盛電子收購S3 Graphics，取得235項專利。
- 2011年8月，宏達電以3.09億美元投資Beats by Dr. Dre，取得51%股權，營運維持獨立。其後投資1850萬元收購「Dashwire」。
- 2012年7月，Beats by Dr. Dre回購宏達電25%股權，損失約480萬美元[22]。
- 2011年10月，宏達電以1300萬美元收購Zoodles，營運維持獨立。
- 2012年3月，宏達電收購「Intertrust」旗下「SyncTV」20%股權，並取得「Marlin」DRM專利授權。
- 2014年4月，宏達電出售Beats by Dr. Dre，其後蘋果公司以30億美元收購。
- 2017年9月，宏達電出售旗下ODM部門，由Google以11億美元收購。
- 2025年1月，Google以2.5亿美元收购部分HTC Vive团队的业务[23]。

## 獎項
- 2010年2月，「Fast Company」評選全球50大最具創意公司，宏達電獲得第31名。
- 2011年2月，宏達電於西班牙巴塞隆那舉辦的全球手機頒獎典禮中獲得「2011年最佳手機公司大獎」。
- 2011年10月，「Interbrand」評選全球百大品牌，宏達電獲得第98名，成為首個進榜的臺灣企業[24]。
- 2012年6月，宏達電取得索尼互動娛樂的PlayStation認證[25]。
- 2013年1月，「波士頓顧問公司」評選全球創新50強，宏達電獲得第24名，進步幅度23名，僅次于Facebook[26]。
- 2017年8月，「Netbase」評選全球百大最喜愛品牌，宏達電獲得第44名，是台灣唯一上榜企業。[27][28]

## 旗下產品

### 大事记
- 1998年，宏达电发布全球首款搭载Windows CE的PDA HTC Kangaroo。
- 2000年6月，宏達電發佈掌上型電腦iPAQ，列入金氏世界紀錄。
- 2005年9月，宏达电发布全球首款搭载Windows Mobile的3G PDA手机HTC Universal。
- 2006年6月，宏達電發佈自家品牌手機，由代工商轉型為品牌商。
- 2007年6月，宏達電发布自行研發的使用者界面TouchFLO。
- 2008年9月，宏達電發佈全球首款搭載Android操作系统的智能手機HTC Dream。
- 2008年11月，宏达电在俄罗斯发布全球首款4G WiMax智能手机HTC Max 4G。
- 2009年6月，宏达电发布新版使用者界面HTC Sense。
- 2010年7月，宏達電進軍中国大陆市場。同月，在美国发布全球首款搭載Android操作系统的4G智能手机HTC Evo 4G。
- 2010年10月，宏达电发布其在线服务网站HTCSense.com。
- 2010年11月，宏達電發佈首批搭載Windows Phone 7的智能手機HTC HD7、HTC 7 Trophy和HTC 7 Mozart。
- 2011年5月，宏達電發佈其首款平板電腦HTC Flyer。
- 2012年11月，宏達電在日本發佈全球首款搭載1080P全高清螢幕的智能手机HTC J Butterfly。
- 2013年2月，宏達電發佈全球首款全铝合金金属机身與前置雙喇叭的智能手机HTC One (M7)。
- 2014年2月，宏達電發佈全球首款具备景深双镜头的智能手机HTC One (M8)。
- 2015年3月，宏達電中国大陆地区为其推出了定制化使用者界面HTC China Sense。
- 2016年4月，宏達電發佈全球首款前后镜头均具备光学防抖（OIS）功能的智能手机HTC 10。
- 2017年5月，宏達電發佈全球首款首款带有侧边控制感应Edge Sense的智能手机HTC U11。
- 2018年5月，宏達電發佈全球首款一體成形無實體按鍵的智慧型手機HTC U12+。
- 2018年10月，宏達電發佈首款區塊鏈智慧手機EXODUS 1。
- 2019年6月，宏達電睽違多年再次採用OLED智慧型手機HTC U19e
- 2020年6月，宏達電在「1+1 無限可能」記者會發表2款手機分別是4G版的Desire 20 Pro以及首款在台5G手機 U20 5G
- 2022年6月，宏達電宣布推出全球首款深入整合應用於元宇宙平台VIVERSE的全新智慧型手機HTC Desire 22 pro，配備5G、無線與反向充電、IP67防水防塵，同時針對虛擬實境裝置進行優化，相容VIVE Flow，定價11,990元。[29][30]

### 手機系列
HTC在近年已逐步将中心转移至VR领域，已有较长时间未推出新款手机。以下为HTC曾推出的Android手机系列。

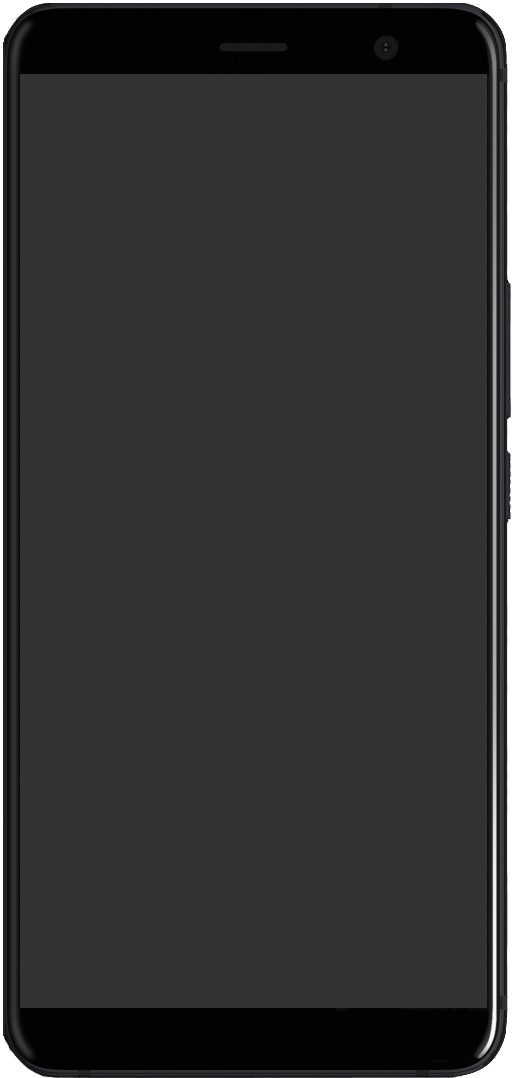
HTC U11+

- Butterfly：與日本電信商KDDI共同開發設計款。在日本市场获得成功后，HTC将其引入中港台等地区，成为在亞洲特定區域主打的雙旗艦之一[31]。
- Desire：原为旗舰系列，從2012年起正式成為HTC入門與中階系列的品牌[31]。
- Evo：原为中高端系列；因应HTC战略调整，自2013年起将该系列取消。
- Exodus：区块链加密[32]手机系列。
- One：原为旗艦系列，后細分為M系（旗艦）、A系（5吋金屬中高階）、E系（5.5吋塑料高階）、X系（5.5吋金屬中高階）和S系（5吋金屬中階）[31]；2017年開始被U系列取代。
- Sensation：原为旗舰系列；因应HTC战略调整，自2012年起将该系列取消。
- Wildfire：入门系列。2012年曾因HTC战略调整取消该系列；2019年，HTC授权InOne Smart Technology使用HTC Wildfire的品牌在印度和泰国生产和销售入门机型[33]。
- U：自2017年开始成为HTC的旗艦系列。
- Nexus和Pixel：HTC曾为Google生产过Nexus One、Google Pixel、Google Pixel XL和Google Pixel 2四款手机。

### 平板電腦
HTC在2011年2月发布其首款平板電腦HTC Flyer（部分地区称为HTC Evo View 4G），并在同年9月发布HTC Jetstream。但在之后除2014年为Google代工Nexus 9外，没有再推出过其他平板电脑。

### 相機
2014年，HTC发布手持式相机RE Camera。此后并无发布其他后续型号。

### 虛擬實境產品
2016年，HTC发布HTC Vive，正式进入虚拟混合现实领域，并陆续发布了Vive Focus、Vive Pro、Vive Cosmos等系列产品。

### 智能硬件
2016年，HTC与Under Armour合作推出健康跟踪产品系列UA HealthBox，包括智能手环UA Band、心跳监测器UA Heart Rate和体重计UA Scale。2019年，HTC与Sprint合作推出首款具有5G连接能力的路由器5G Hub，并在次年推出升级款、具区块链加密功能的Exodus 5G Hub。

## 事件與爭議

### 政治與地緣
2010年期間，王雪紅在中國演講時說出「HTC是中國人所創立的品牌」、「為中國人打造一個世界級的國際品牌」等語，在網路上引起極大爭議，部分網友決定抵制、轉投他牌懷抱，對形象造成影響。
但王雪紅後來在2013年一次公開場合中，改口稱HTC是「台灣的品牌」，再度引發討論。

### 信息隱私
2013年，美國聯邦貿易委員會指控宏達電未能採取合理的步驟確保手機和平板電腦的軟件開發，以致消費者在對敏感信息的安全漏洞上存在風險。宏達電與聯邦貿易委員會達成和解協議，要求修復百萬計設備上的漏洞，並建立全面的安全計劃，解決設備發展過程中的安全風險，並在未來20年進行每年一次的安全評估。

### 区别对待
2012年，宏達電发布了其中高端机型HTC One S，但被消费者发现在中国大陆、香港和臺灣推出的却是搭载上一代处理器的降级版，價格和正常版一樣，引發大量消費者反彈、拒買風波，但宏達電卻聲明降級版手機與正常版效能無異，商業誠信遭到質疑。HTC随后在臺灣发布搭载正常芯片的HTC One S Special Edition，惟未在中国大陆和香港发布，再度引起该地消费者的不满。
2013年，宏达电发布全球首款全金属机身手机HTC One (M7)，其漂亮的金属机身和三段式的设计，成为后来众多追随者竞相模仿的对象。但为引入双卡双待功能，其在中国大陆发布的机型改用三段式开合后盖，导致手机中框缝隙很大，后盖卡扣处有各种毛边；机身相比海外版也更厚，品控似乎更差。
2016年，宏达电在欧亚部分地区推出的HTC 10是CPU为高通驍龙652的Lifestyle版本，此举在中国大陆地区引起消费者强烈反弹，认为其不重视当地市场；后HTC决定在中国大陆推出CPU为高通驍龙820的常规版本，与Lifestyle版本共同发售。

### 抄襲爭議
2010年3月，蘋果公司开始起诉HTC专利侵权，HTC于同年5月回诉苹果，开启两者之间的訴訟戰。2011年12月，美国国际贸易委员会裁定HTC部分设备侵犯苹果专利，将禁止某些型号手机在美国销售。2012年11月，宏達電與蘋果公司發布聯合聲明，解除長達32個月專利訴訟戰，雙方達成和解，將撤銷全球所有專利訴訟糾紛，並簽署為期十年之專利授權契約，範圍涵蓋雙方現有與未來所持有的專利。
2013年，諾基亞开始于多地控告宏达电旗下產品侵犯專利。3月，德國曼罕法院當日裁定，宏達電侵犯諾基亞專利，適用於旗下德國不再進口機型，旗下新款機型並未採用此項專利技術。宏達電繼續循其他訴訟管道，讓德國與英國專利法院之其他待審的諾基亞專利無效。10月，諾基亞在美国控告宏達電旗下產品侵犯專利，遭美國國際貿易委員會初判敗訴，影響新款機型的硬體元件。11月，英國高等法院裁定宏达电侵犯诺基亚专利，诺基亚开始進行索償並向法院申請禁售令。宏達電與諾基亞在2014年2月达成和解，宣布就雙方所有專利爭訟案件達成和解並簽定專利與技術合作契約。
2013年10月，宏達電在2009年于美國推出的形象廣告被指未獲授權使用「靈魂教母」妮娜·西蒙在1965年的經典歌曲「Sinner man」，遭資產擁有人提告，索償約100萬美元。

### 競爭對手
2013年4月5日，臺灣三星電子於Facebook上承認有公司員工在各大論壇誹謗競爭對手宏達電，並指情況「導因於公司員工對公司基本準則理解不足，未來將持續加強員工教育訓練，以防止再度發生」。
2013年4月15日，台湾公平交易委員會接獲民眾檢舉，宏達電網路攻擊言論與臺灣三星電子有關。同年10月24日，公平交易委員會調查出臺灣三星電子與鵬泰公司自民國96年至101年間在商業合約中合議，年度預估發言篇數等等操作網路輿論相關做法，讓三星公司隨時掌握執行動態便於行銷，並於委員會議通過，認定三星及其公關公司隱匿重要交易資訊，行銷手段欺罔且顯失公平，已構成《公平交易法》第24條「除本法另有規定者外，事業亦不得為其他足以影響交易秩序之欺罔或顯失公平之行為」。規定「足以影響交易秩序」的違法要件，罰款臺灣三星電子1000萬臺幣，受委託的鵬泰公司罰款300萬元、及商多利公司罰款5萬元。

### 品牌代言
- 2013年，五月天成為宏達電亞洲地區品牌代言人[46]；成為宏達電全球品牌代言人。
- 2014年，HTC One (M8)在美國與美國隊長2合作宣傳[47]。廣告使用飾演蝙蝠俠三部曲電影中高登警長以及哈利波特教父天狼星·布萊克的蓋瑞歐德曼[48]。
- 2015年，HTC E9+在北京发布，邀请林心如代言。
- 2017年，五月天再度擔任宏達電在大中華區的手機代言人[49]

### 機密外洩事件
2013年，前設計副總簡志霖和處長吳建宏等9人，涉嫌偷取公司商業機密，將未公開的操作介面洩露到中國大陸，遭逮捕及起訴。2014年，中國社科院發表的中國操作系统，操作介面与HTC Sense相似，外界認為這個作業系統可能與宏達電有關，但其拒絕發表意見。

### 員工與供應商
- 2011年2月，宏達電研發工程師謝銘鴻在其租屋處猝死。死者不在工作場所，不被認定過勞，但在死一周前曾患流感，其仍然超時加班[52]。
- 2011年3月，宏達電最大的面板供應商洋華光電涉嫌違反諸多勞動法令。洋華工會向洋華光電的大客戶宏達電求助，而宏達電未介入供應商洋華光電的勞資爭議[53]。
- 2012年7月，宏達電官方針對部分派遣人員的合約到期而終止聘僱[54]。据悉是遇到产量缩减[55]。
- 2013年1月，媒體報導宏達電把建教生當廉價勞力，每年省下近億臺幣[56]。
- 2013年2月，媒體報導宏達電工程師表示責任制超時工作不合理，員工在網路發起團購非自家公司而是他牌手機的活動[57]。

## 外部連結
- 官方网站
- HTC的Facebook專頁
- YouTube上的HTC頻道